# Plaisians
Plaisians est une commune française située dans le département de la Drôme en région Auvergne-Rhône-Alpes.

## Géographie

### Localisation
Plaisians est un village isolé, situé dans un cul-de-sac, située dans le sud du département, limitrophe du Vaucluse, à 11 km au sud-est de Buis-les-Baronnies.
La commune se trouve dans la zone d'emploi de Valréas et dans le bassin de vie de Buis-les-Baronnies.

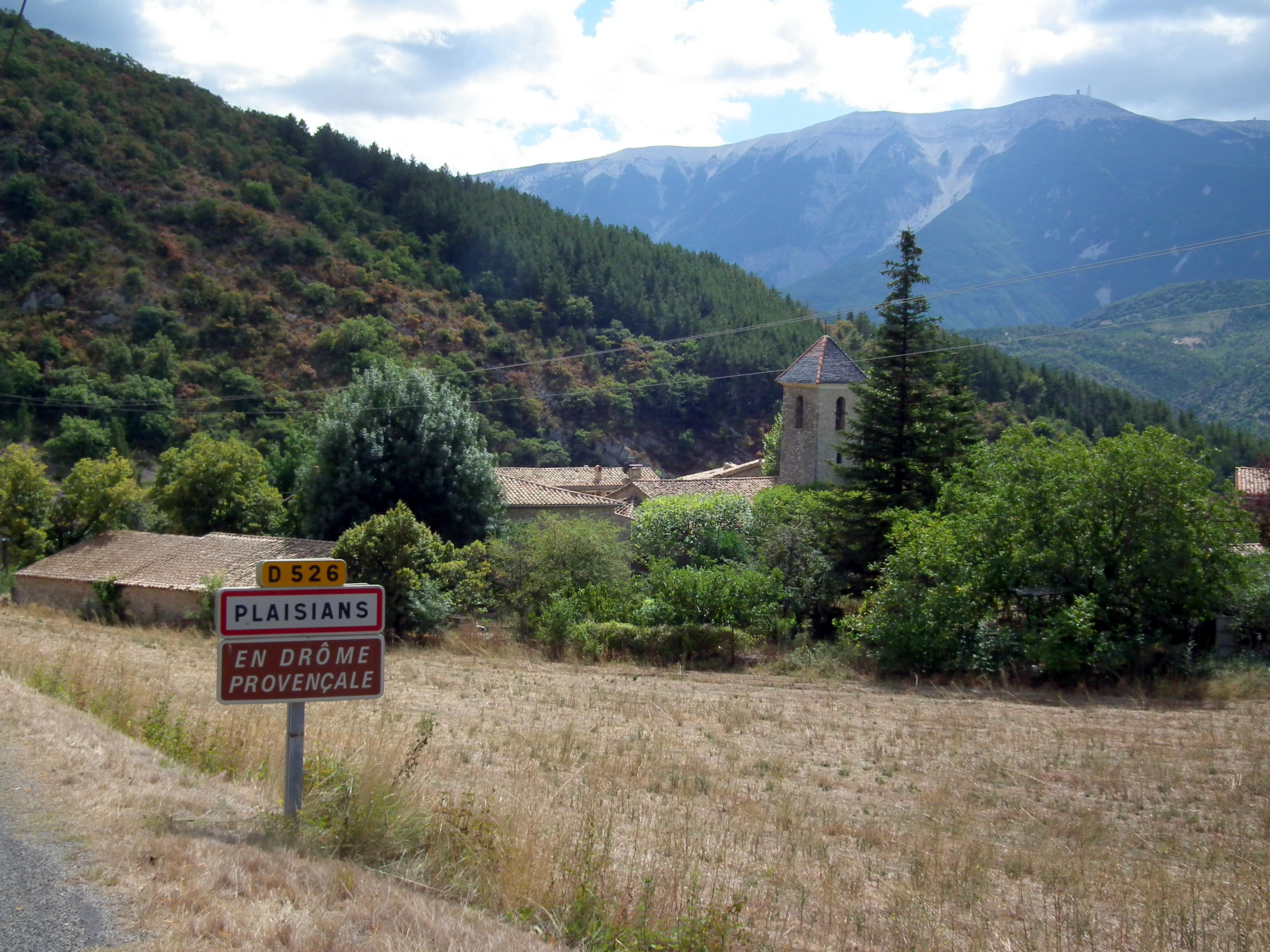
Vue générale.
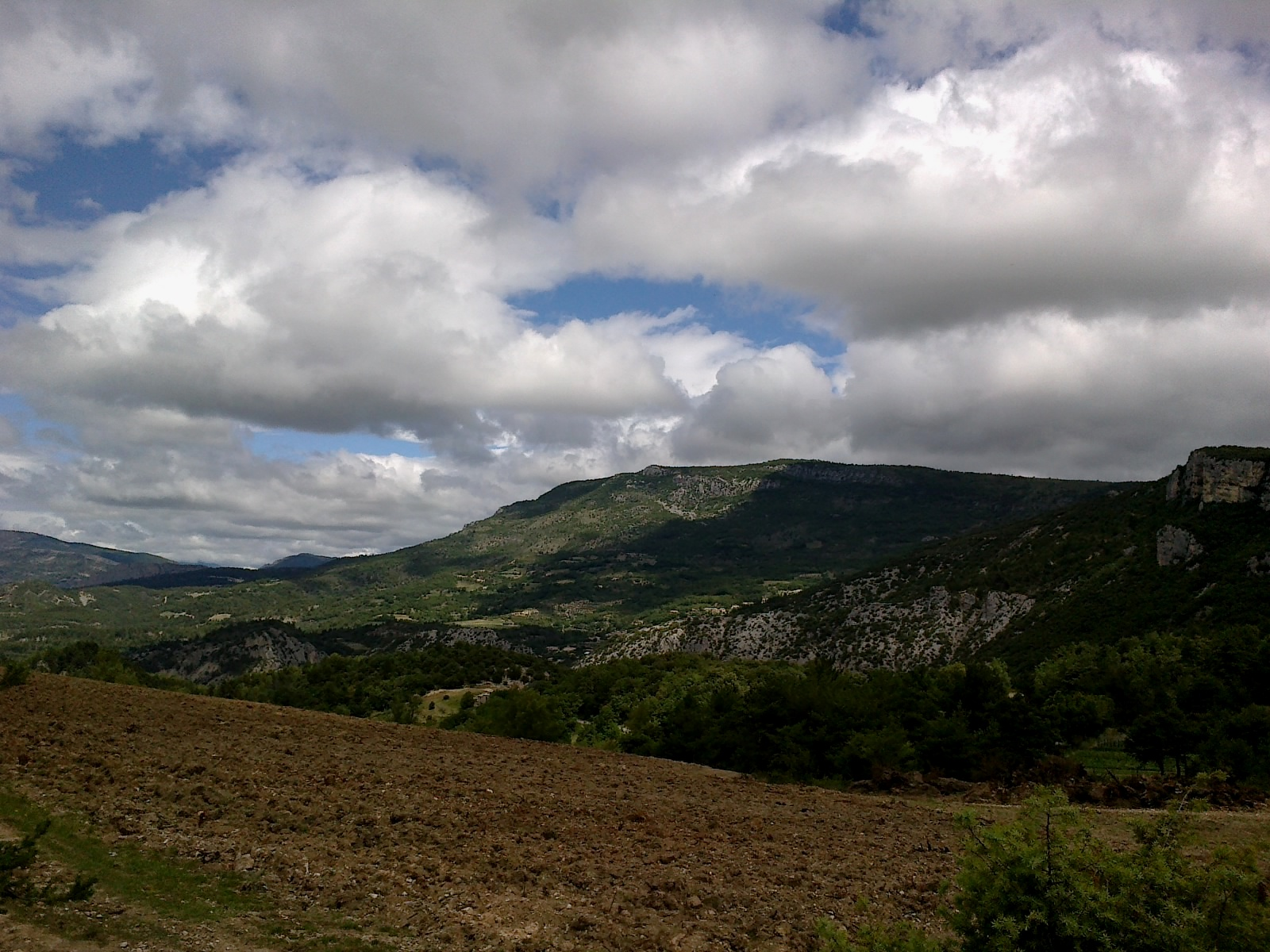
Paysage depuis le Col  Fontaube.

### Communes limitrophes
Les communes limitrophes sont  Aulan, Brantes, Eygaliers, La Roche-sur-le-Buis, Le Poët-en-Percip, Montbrun-les-Bains et Saint-Léger-du-Ventoux.

### Relief et géologie
La superficie de la commune est de 29,64 km2 ; son altitude varie de 391  à   1 364 mètres.
Sites particuliers :
- Col d'Aiguières
- Col de Guibert
- Col de Fontaube
- Col de Font Combran
- Col de Geine
- Col de la Bohémienne
- Col de la Jas
- Clue
- la Nible
- le Favet (1164 m)
- le Roumégous
- Montagne de Banne
- Montagne de Geine
- Montagne de Serre Gautier (1125 m)
- Roche Colombe
- Rocher de Martine
- Rocher des Allègres (854 m)
- Rocher des Toures (1135 m)
- Rocher du Pas (585 m)
- Rochers de Coste Raz
- Rochers d'Eygalière
- Rochers du Plan
- Serre de Sayette
- Serre des Plans (524 m)
- Serre des Tatiers

### Hydrographie

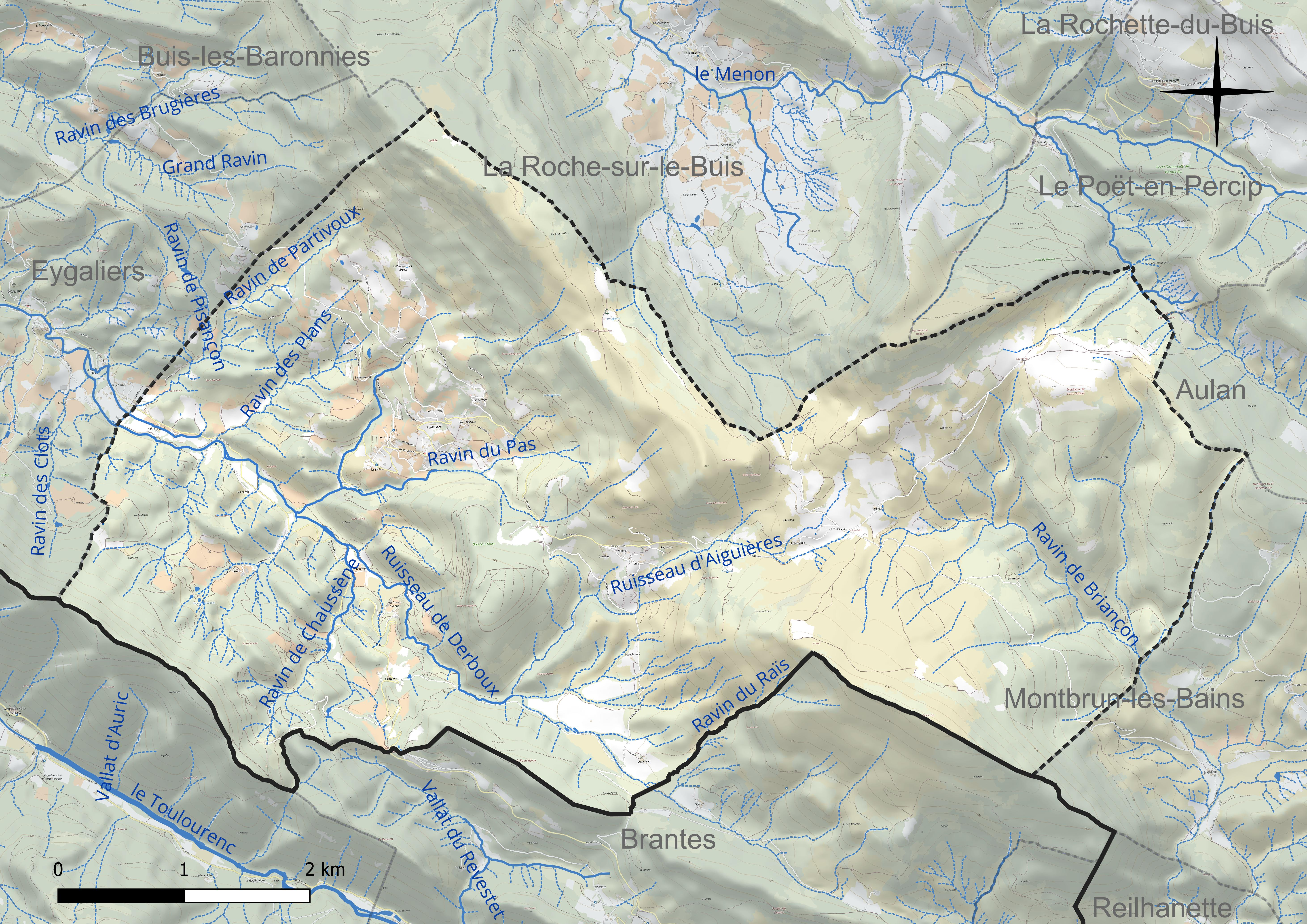
Carte hydrographique de la commune.

La commune est arrosée par les cours d'eau suivants :
- Ravin de Chaussène
- Ravin de la Combe du Bohémien
- Ravin des Enfers
- Ravin des Plans
- Ravin du Lauron
- Ravin du Partivour
- Ravin du Pas
- Ravin du Raïs
- Ruisseau d'Aiguières
- Ruisseau de Derboux
- Ruisseau de Sénaris

### Climat
Pour des articles plus généraux, voir Climat d'Auvergne-Rhône-Alpes et Climat de la Drôme.
En 2010, le climat de la commune est de type climat méditerranéen altéré, selon une étude du Centre national de la recherche scientifique s'appuyant sur une série de données couvrant la période 1971-2000. En 2020, Météo-France publie une typologie des climats de la France métropolitaine dans laquelle la commune est exposée à un climat de montagne ou de marges de montagne et est dans une zone de transition entre les régions climatiques « Provence, Languedoc-Roussillon » et « Alpes du sud ».
Pour la période 1971-2000, la température annuelle moyenne est de 11,6 °C, avec une amplitude thermique annuelle de 16,5 °C. Le cumul annuel moyen de précipitations est de 939 mm, avec 6,8 jours de précipitations en janvier et 4,5 jours en juillet. Pour la période 1991-2020, la température moyenne annuelle observée sur la station météorologique de Météo-France la plus proche, « Buis-Baronnies », sur la commune de Buis-les-Baronnies à 6 km à vol d'oiseau, est de 14,1 °C et le cumul annuel moyen de précipitations est de 792,8 mm,. Pour l'avenir, les paramètres climatiques de la commune estimés pour 2050 selon différents scénarios d'émission de gaz à effet de serre sont consultables sur un site dédié publié par Météo-France en novembre 2022.

## Urbanisme

### Typologie
Au 1er janvier 2024, Plaisians est catégorisée commune rurale à habitat dispersé, selon la nouvelle grille communale de densité à 7 niveaux définie par l'Insee en 2022.
Elle est située hors unité urbaine et hors attraction des villes,.

### Occupation des sols

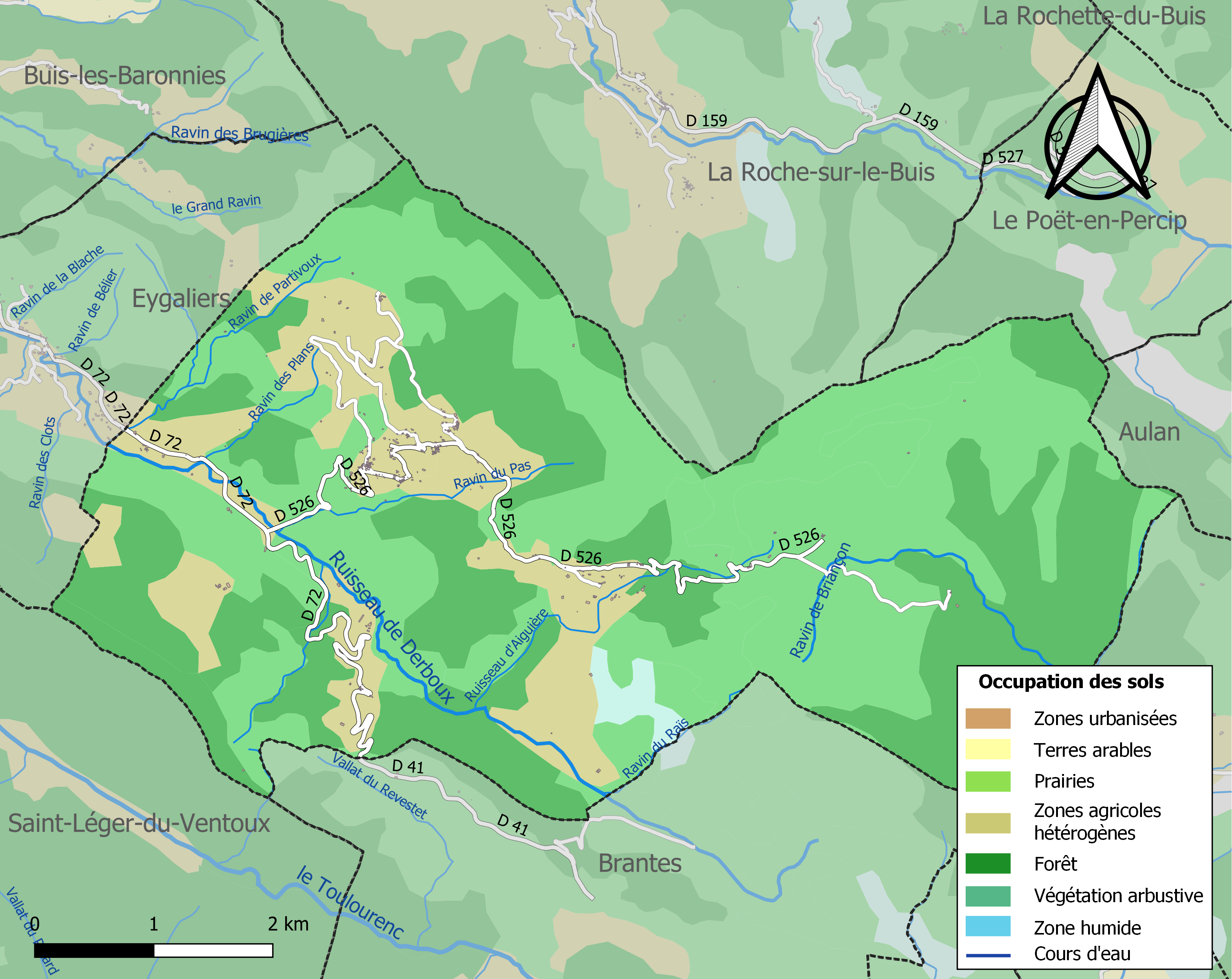
Carte des infrastructures et de l'occupation des sols de la commune en 2018 (CLC).

L'occupation des sols de la commune, telle qu'elle ressort de la base de données européenne d’occupation biophysique des sols Corine Land Cover (CLC), est marquée par l'importance des forêts et milieux semi-naturels (84,1 % en 2018), en diminution par rapport à 1990 (84,9 %).
La répartition détaillée en 2018 est la suivante : milieux à végétation arbustive et/ou herbacée (45,6 %), forêts (37,6 %), zones agricoles hétérogènes (15,9 %), espaces ouverts, sans ou avec peu de végétation (1 %).
L'évolution de l’occupation des sols de la commune et de ses infrastructures peut être observée sur les différentes représentations cartographiques du territoire : la carte de Cassini (XVIIIe siècle), la carte d'état-major (1820-1866) et les cartes ou photos aériennes de l'IGN pour la période actuelle (1950 à aujourd'hui).

#### Quartiers, hameaux et lieux-dits
Sites Géoportail (carte IGN) :
- Aigue Astaud
- Aiguières
- Bauchières
- Bluye
- Bois de la Draye
- Carrière
- Chapelle de Villeneuve
- Chaussène
- Clos Mourlet
- Comment
- Conil
- Flaux
- Fontaube
- la Blachette
- la Campane
- la Chapusse
- la Fontaine des Marins
- l'Aramond
- le Bohémien
- le Clos de Caillon
- le Collet
- le Lauron
- le Ranc
- les Arnauds
- les Bastiers
- les Blaches
- les Conches
- les Cours du Dégoutail
- les Courtasses
- les Estaronnets
- les Estèves
- les Flaux
- les Girards
- les Grands Simonds
- les Molières
- les Rameaux
- les Rustres
- les Tours
- Pié Jaillet
- Rieu Girard
- Saint-Marcellin
- Souliers
- Sous le Plan
- Trou du Pertus
- Vence
- Villeneuve

Anciens quartiers, hameaux et lieux-dits :
- les Allègres est un hameau attesté en 1891[13].

### Habitat et logement
En 2021, le nombre total de logements dans la commune était de 195, alors qu'il était de 181 en 2016 et de 162 en 2011.
Parmi ces logements, 54,2 % étaient des résidences principales, 42,6 % des résidences secondaires et 3,2 % des logements vacants. Ces logements étaient pour 86,3 % d'entre eux des maisons individuelles et pour 11,5 % des appartements.
Le tableau ci-dessous présente la typologie des logements à Plaisians en 2021 en comparaison avec celle du Drôme et de la France entière. Une caractéristique marquante du parc de logements est ainsi une proportion de résidences secondaires et logements occasionnels (42,6 %) supérieure à celle du département (8 %) et à celle de la France entière (9,7 %).
| Typologie                                               | Plaisians | Drôme | France entière |
| ------------------------------------------------------- | --------- | ----- | -------------- |
| Résidences principales (en %)                           | 54,2      | 83,6  | 82,2           |
| Résidences secondaires et logements occasionnels (en %) | 42,6      | 8     | 9,7            |
| Logements vacants (en %)                                | 3,2       | 8,4   | 8,1            |

## Toponymie

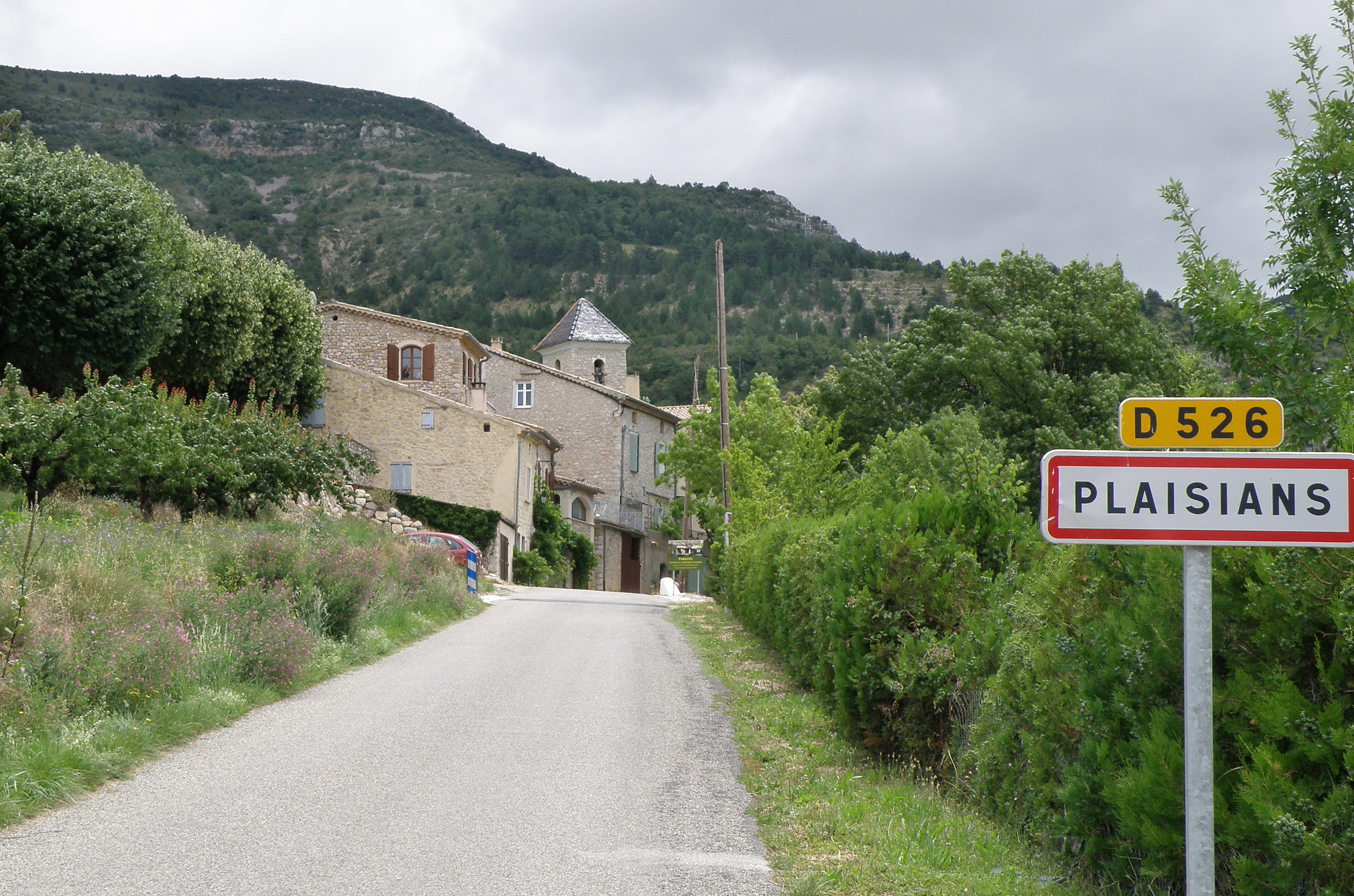

Selon le dictionnaire topographique du département de la Drôme, la localité est attestée sous les noms de :
- 1113 : mention de la paroisse : ecclesia de Valle Pladiani (cartulaire de Saint-Victor, 848) ;
- 1183 : mention de la paroisse : capella de Placiano (Masures de l'Isle-Barbe, 117) ;
- 1216 : Plazianum (Valbonnais, I, 17) ;
- 1293 : castrum de Aplaysiano (inventaire des dauphins, 221) ;
- 1317 : castrum de Plasiano (Valbonnais, II, 165) ;
- 1336 : castrum de Playssiano (inventaire des dauphins, 222) ;
- 1516 : mention du prieuré : prioratus cura de Plesiano (pouillé de Gap) ;
- XVIIIe siècle : Pleysian, Plaisian et Plezians (inventaire de la chambre des comptes) ;
- 1891 : Plaisians, commune du canton de Buis-les-Baronnies.

## Histoire
Pour un article plus général, voir Histoire de la Drôme.

### Ancien Régime
La seigneurie :
- Au point de vue féodal, Plaisians était une terre (ou seigneurie) de la baronnie de Mévouillon.
- Possession d'une famille de son nom.
- 1324 : possession des Baux.
- Vers 1333 : possessions des Agoult.
- Avant 1389 : la terre passe (par mariage) aux Villars.
- 1402 : elle est donnée aux Lévis.
- Recouvrée par les Baux.
- Passe (par héritage) aux Poitiers.
- 1489 : cédée aux La Baume-Suze.
- 1687 : passe aux Polignac.
- Vendue aux Orcel.
- Passe (par mariage) aux Covet de Marignane, derniers seigneurs.

XIIIe siècle : naissance de Guillaume de Plaisians au village. Il est l'un des fameux légistes du roi Philippe IV le Bel[réf. nécessaire].
Le 4 avril 1402, à Brantes, au pied du Ventoux, en présence de son épouse Alix des Baux, Odon de Villars donne  à son neveu Philippe de Lévis les fiefs de Brantes, Plaisians et de leurs dépendances, des seigneuries de Saint-Marcel, Roquefort, le Castellet, Cassis et Port-Miou, dépendantes de la baronnie d'Aubagne, ainsi que de La Fare-les-Oliviers et Éguilles. Son neveu, en contrepartie, devait lui servir de caution vis-à-vis de Raymond de Turenne dans l'observation d'un accord passé entre le vicomte, lui et son épouse Alix. En cas de non-respect de la part d'Alix et d'Odon, ces derniers devaient payer 50 000 florins à Raymond de Turenne,.
Pendant les guerres de Religion, le village et le château sont détruits par Charles du Puy-Montbrun.
1772 : Émilie Covet de Marignane épouse Mirabeau. La cérémonie a lieu le 23 juin 1772 en l'église du Saint-Esprit d'Aix-en-Provence. Elle est l'une des filles du puissant marquis de Marignane qui avait refusé sa main au comte de Valbelle. Ils ont un fils, Victor, mort en bas âge en 1778.
1786 (démographie) : 450 habitants.

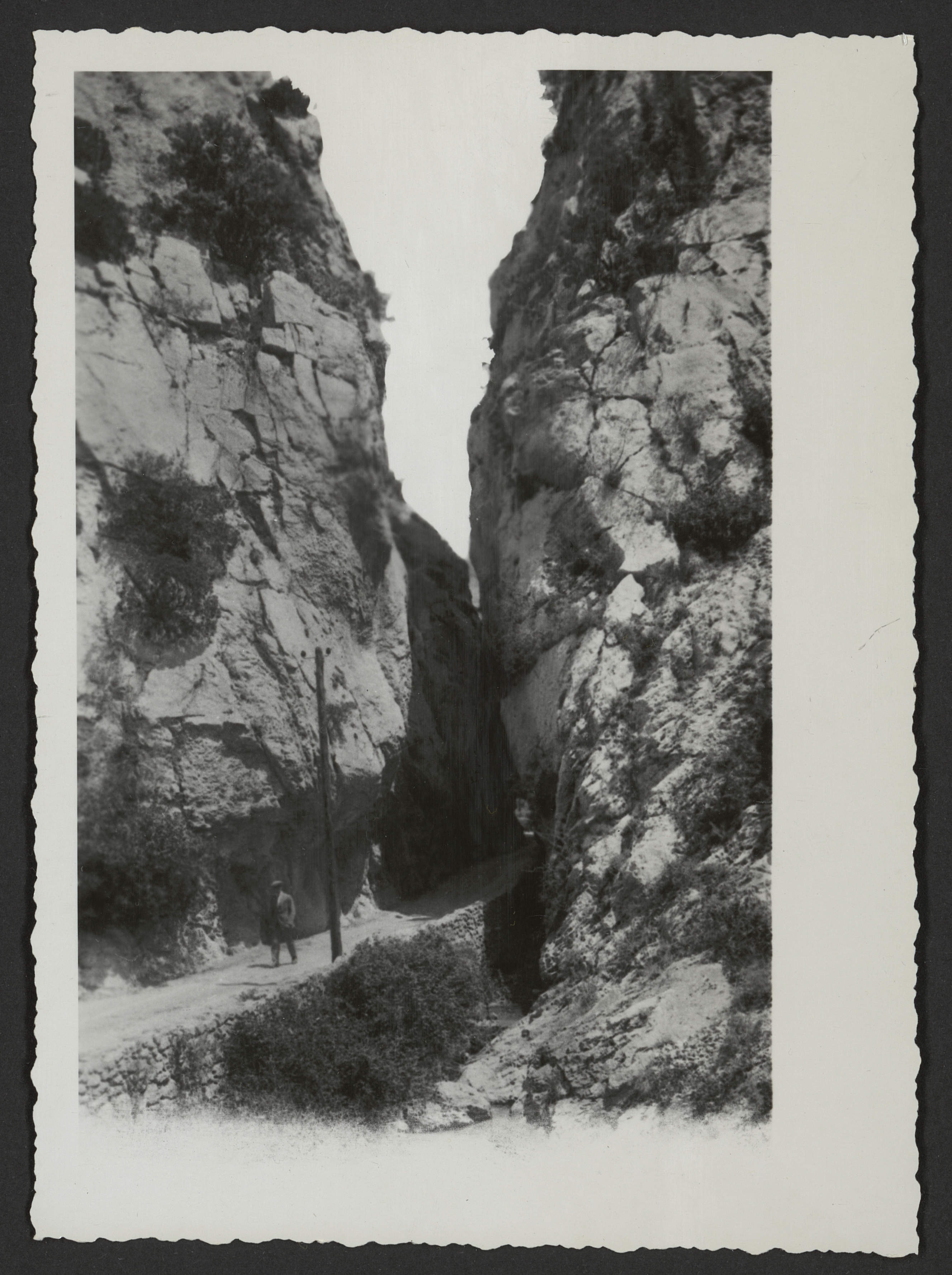
Le défilé de Plaisians au début du XXe siècle.

Avant 1790, Plaisians était une communauté de l'élection de Montélimar et de la subdélégation et du bailliage du Buis. Elle formait une paroisse du diocèse de Gap, dont l'église, dédiée à saint Blaise, était celle d'un prieuré de l'ordre de Saint-Benoît qui, dépendant premièrement de l'Abbaye Saint-Victor de Marseille et ensuite de celle de l'Île-Barbe, était uni à la cure dès le XVe siècle.

### Révolution française et Empire
En 1790, la commune est comprise dans le canton de Mollans. La réorganisation de l'an VIII (1799-1800) la place dans celui de Buis-les-Baronnies.

## Politique et administration

### Rattachements administratifs et électoraux

#### Rattachements administratifs
La commune se trouve dans l'arrondissement de Nyons du département de la Drôme.
Elle faisait partie depuis 1801 du canton de Buis-les-Baronnies. Dans le cadre du redécoupage cantonal de 2014 en France, cette circonscription administrative territoriale a disparu, et le canton n'est plus qu'une circonscription électorale.

#### Rattachements électoraux
Pour les élections départementales, la commune fait partie depuis 2014 du canton de Nyons et Baronnies.
Pour l'élection des députés, elle fait partie de la troisième circonscription de la Drôme.

### Intercommunalité
Plaisians était membre de la petite communauté de communes du Pays du Buis-les-Baronnies, un établissement public de coopération intercommunale (EPCI) à fiscalité propre créé fin 1996 et auquel la commune avait transféré un certain nombre de ses compétences, dans les conditions déterminées par le code général des collectivités territoriales.
Dans le cadre des dispositions de la loi portant nouvelle organisation territoriale de la République du 7 août 2015, qui prévoit que les établissements publics de coopération intercommunale (EPCI) à fiscalité propre doivent avoir un minimum de 15 000 habitants, cette intercommunalité a fusionné avec ses voisines pour former, le 1er janvier 2017, la communauté de communes des Baronnies en Drôme provençale, dont est désormais membre la commune.

### Liste des maires
| Période                                  | Période                        | Identité       | Étiquette | Qualité                           |
| ---------------------------------------- | ------------------------------ | -------------- | --------- | --------------------------------- |
| Les données manquantes sont à compléter. |                                |                |           |                                   |
|                                          |                                |                |           |                                   |
| 1989                                     | 1995                           | Roger Matio    |           |                                   |
|                                          |                                |                |           |                                   |
| 2001                                     | 2022                           | Louis Aicardi, | PS        | Cadre retraité                    |
| décembre 2022                            | En cours (au 30 novembre 2023) | Alain Monge    |           | Ancienne profession intermédiaire |

## Population et société

### Démographie
L'évolution du nombre d'habitants est connue à travers les recensements de la population effectués dans la commune depuis 1793. Pour les communes de moins de 10 000 habitants, une enquête de recensement portant sur toute la population est réalisée tous les cinq ans, les populations de référence des années intermédiaires étant quant à elles estimées par interpolation ou extrapolation. Pour la commune, le premier recensement exhaustif entrant dans le cadre du nouveau dispositif a été réalisé en 2004.

En 2022, la commune comptait 214 habitants, en évolution de +8,63 % par rapport à 2016 (Drôme : +2,64 %, France hors Mayotte : +2,11 %).
| 1793 | 1800 | 1806 | 1821 | 1831 | 1836 | 1841 | 1846 | 1851 |
| ---- | ---- | ---- | ---- | ---- | ---- | ---- | ---- | ---- |
| 650  | 669  | 696  | 709  | 773  | 786  | 748  | 752  | 719  |

| 1856 | 1861 | 1866 | 1872 | 1876 | 1881 | 1886 | 1891 | 1896 |
| ---- | ---- | ---- | ---- | ---- | ---- | ---- | ---- | ---- |
| 685  | 728  | 718  | 653  | 668  | 632  | 650  | 568  | 518  |

| 1901 | 1906 | 1911 | 1921 | 1926 | 1931 | 1936 | 1946 | 1954 |
| ---- | ---- | ---- | ---- | ---- | ---- | ---- | ---- | ---- |
| 452  | 401  | 367  | 294  | 264  | 225  | 203  | 169  | 166  |

| 1962 | 1968 | 1975 | 1982 | 1990 | 1999 | 2004 | 2006 | 2009 |
| ---- | ---- | ---- | ---- | ---- | ---- | ---- | ---- | ---- |
| 154  | 147  | 118  | 120  | 157  | 175  | 183  | 192  | 177  |

| 2014 | 2019 | 2022 | - | - | - | - | - | - |
| ---- | ---- | ---- | - | - | - | - | - | - |
| 191  | 206  | 214  | - | - | - | - | - | - |

### Manifestations culturelles et festivités
- Fête : le premier dimanche de mai[17].

### Équipements sportifs et loisirs
- Randonnée[17] : GRP Tour des Baronnies Provençales, GR 9, GR 9-GR 91[2].
- Escalade[réf. nécessaire].

### Enseignement
La commune est rattachée à l'académie de Grenoble.

## Économie

### Agriculture
En 1992 : oliviers, abricotiers, lavande, raisin de table.

### Commerce
La commune accueille un antiquaire.

## Culture locale et patrimoine

### Lieux et monuments
- Vestiges du castrum de Plaisians sur le rocher dominant la Cluse[réf. nécessaire].
- Tours de Guibert : vestiges du castrum de Guibert au sommet du rocher dominant le col[réf. nécessaire].
- Chapelle d'Aiguières : reste du prieuré bénédictin[17].
- Chapelle de Villeneuve[2].
- Chapelle rurale (hameau des Girard)[17], dédiée à Saint-Roch[réf. nécessaire][27].
- Église Saint-Blaise de Plaisians (XVIIe siècle) restaurée : clocher du XVIIIe siècle[17].
- Les gorges de la Clue de Plaisians[17] que traverse la route permettant d'accéder au village.
- Une source pétrifiante[17].
- Une grotte[17].

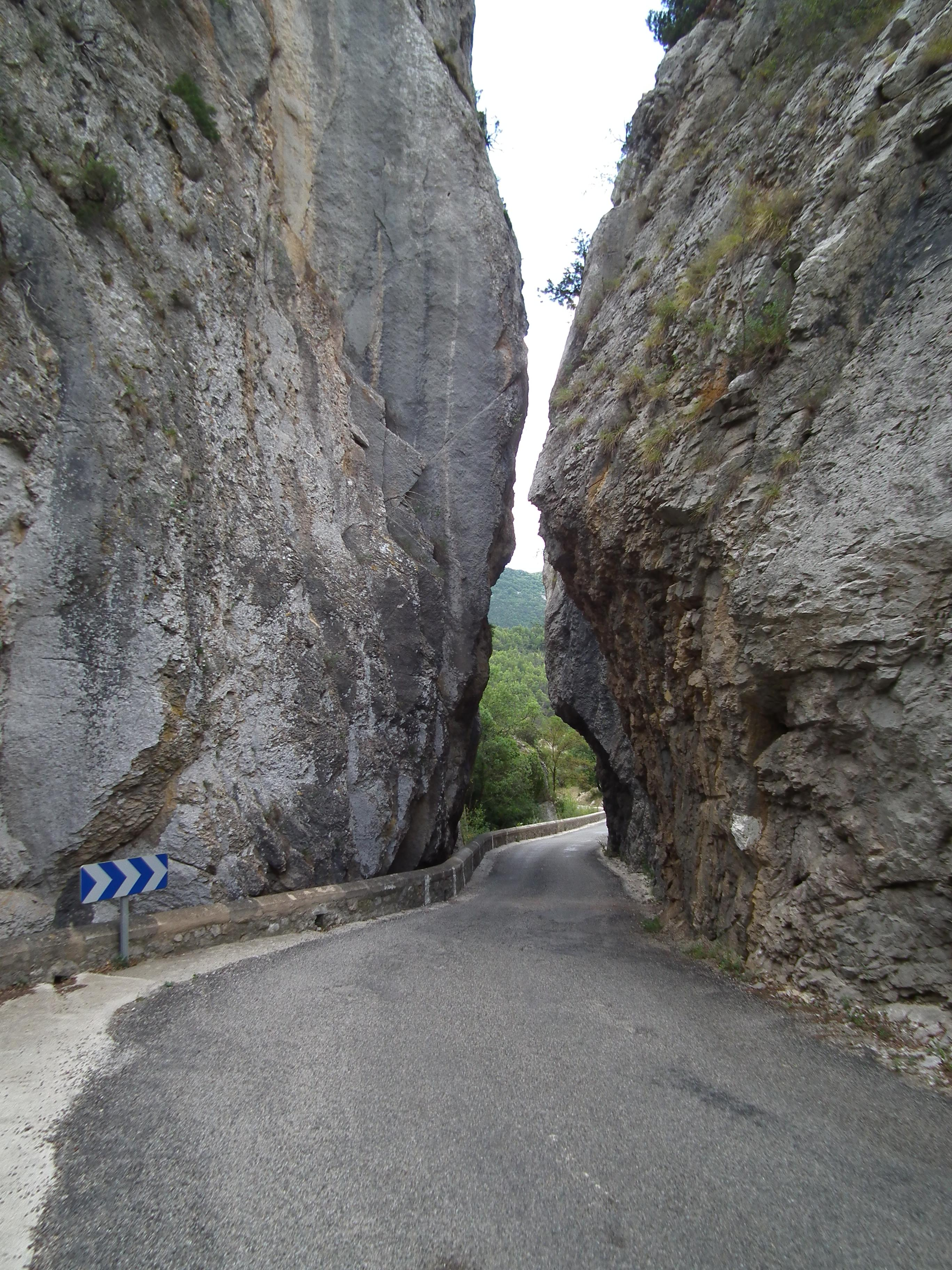
Les gorges de la Clue.
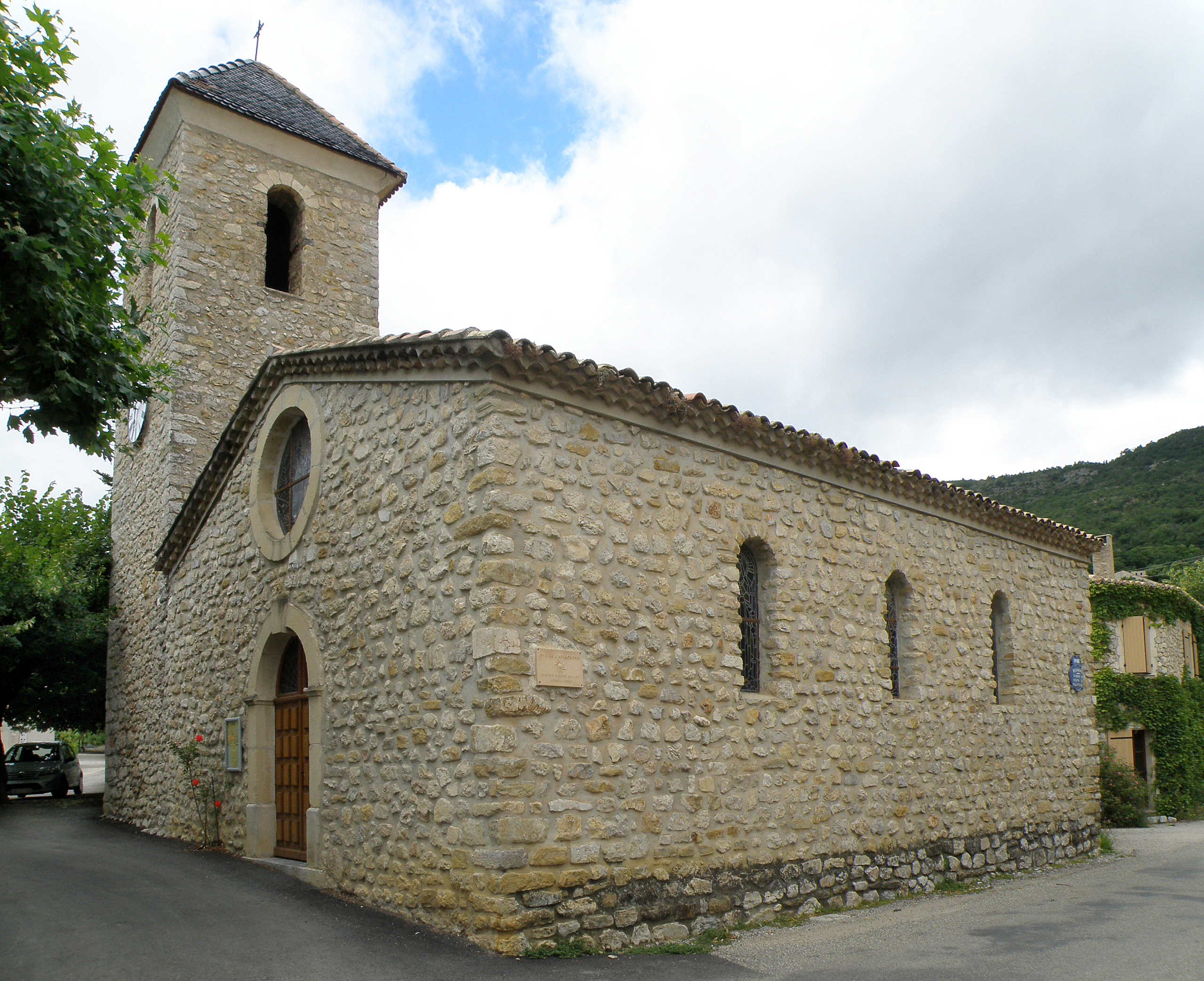
L'église Saint-Blaise...
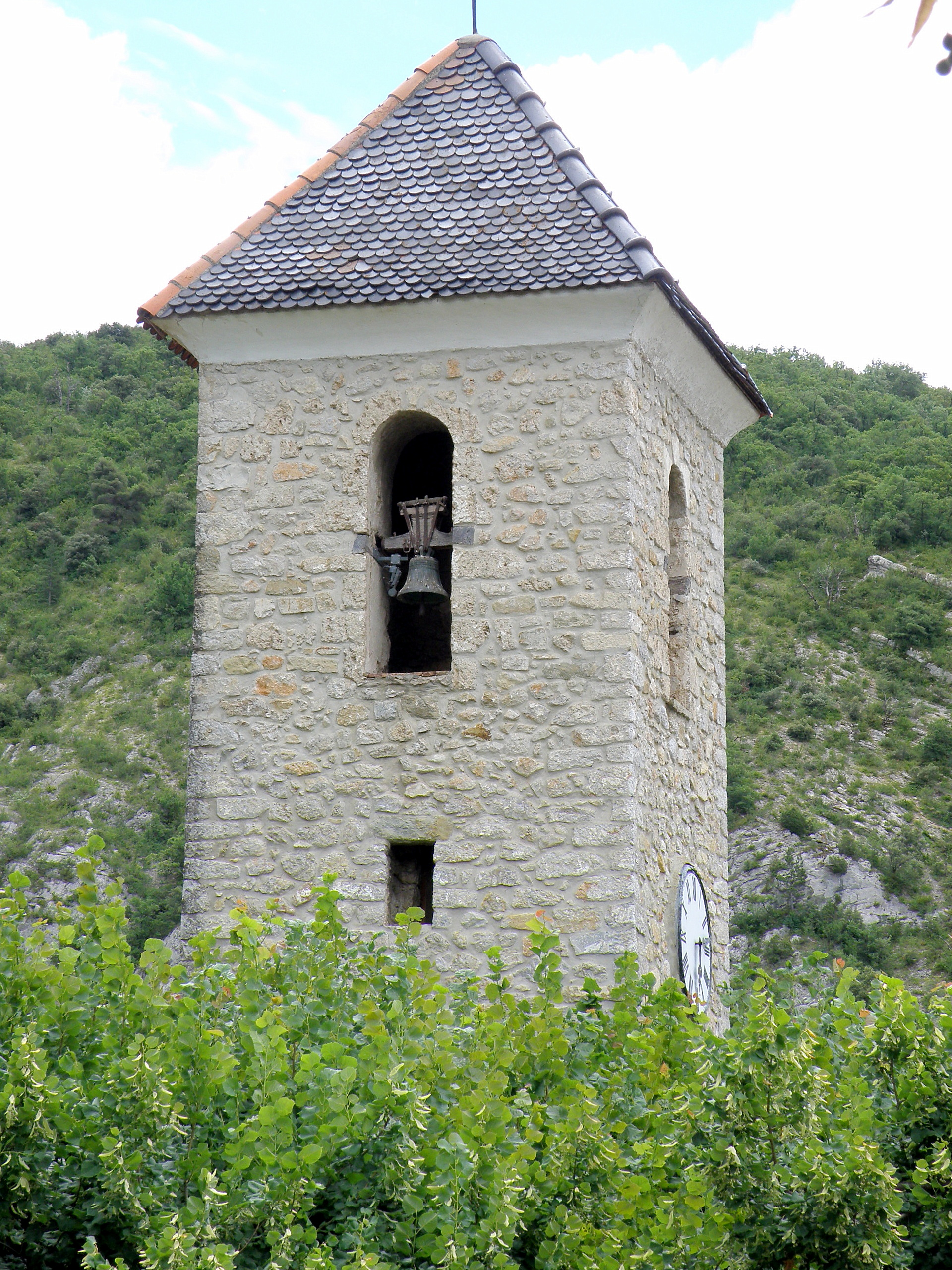
... son clocher...
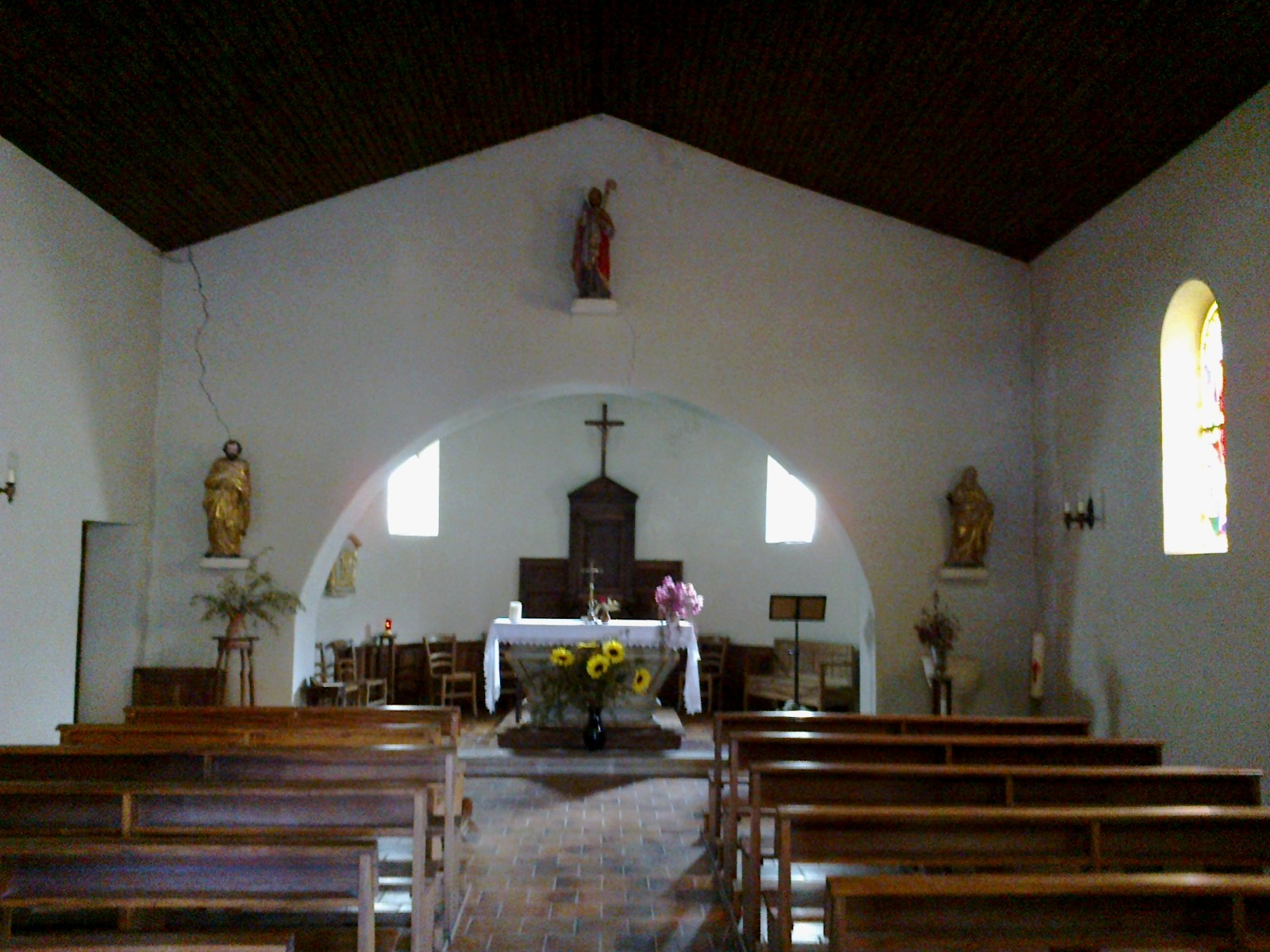
... et sa nef.
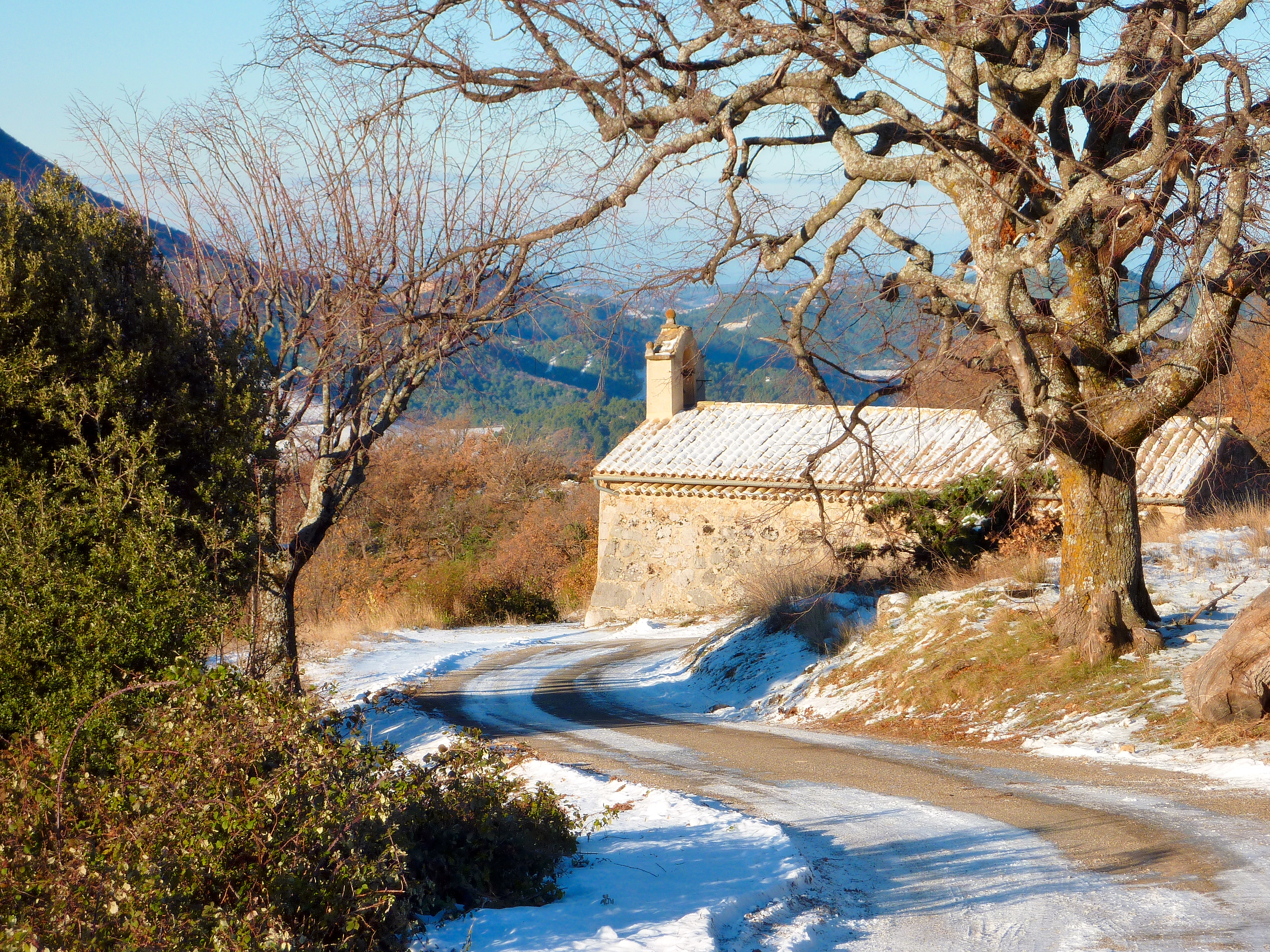
La chapelle Saint-Roch.
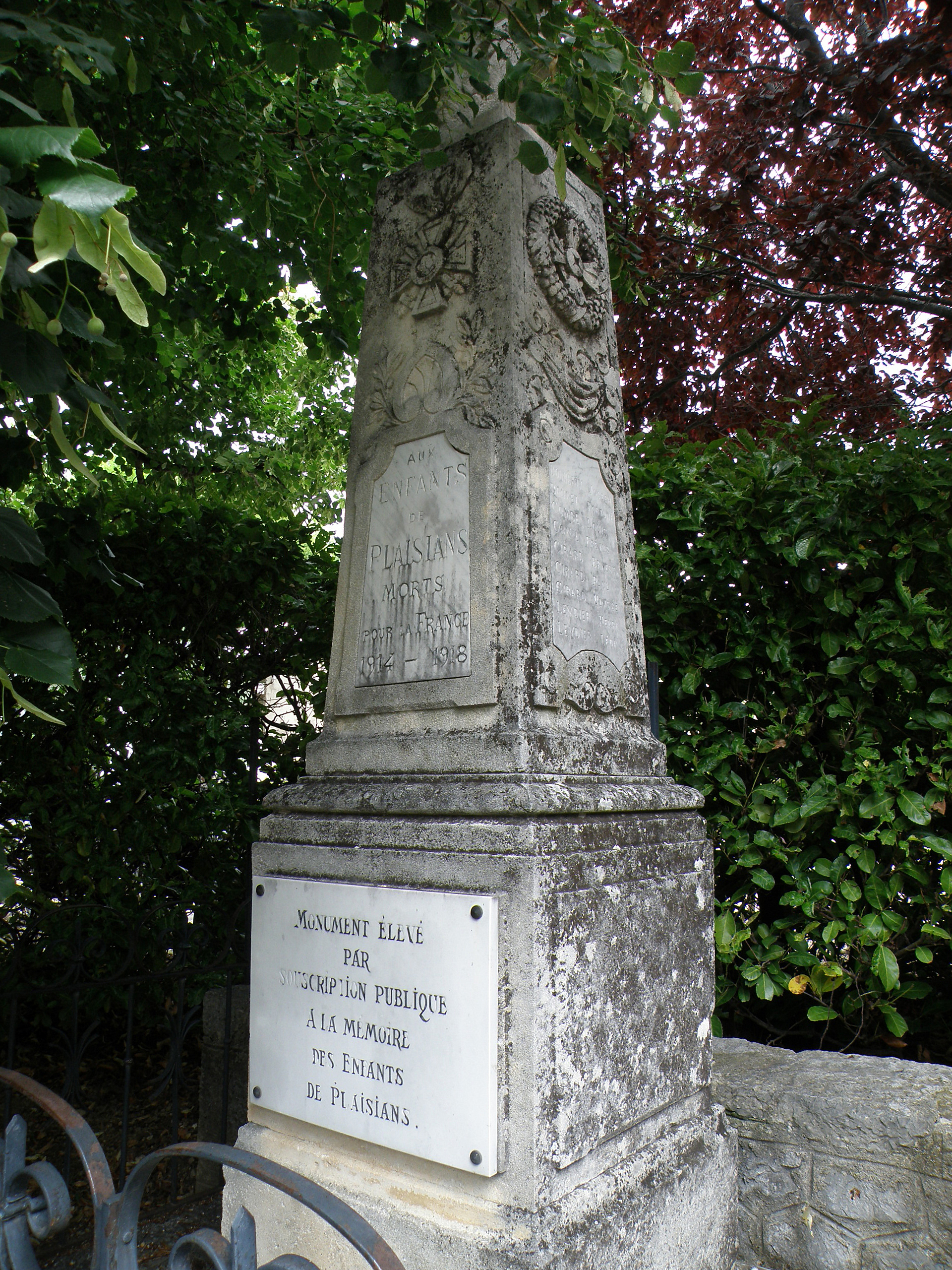
Monument aux morts.

### Personnalités liées à la commune
- Guillaume de Plaisians.

## Pour approfondir